# Иди Амин
Иди Амин Дада Уме (енгл. Idi Amin Dada Oumee; Кобоко, 17. мај 1925 — Џеда, 16. август 2003) био је угандски политичар и војни официр. Био је на дужности предсједника Републике Уганде од 1971. до 1979. године.
Амин је рођен у Кобоку или Кампали, а отац му је потицао из народа Каква, а мајка из народа Лугбара. Године 1946. придружио се Краљевским афричким стријелцима Британске колонијалне војске као кувар. Напредовао је до чина поручника, учествујући у британским акцијама против сомалијских побуњеника у Шифта рату и затим у Мау Мау устанку у Кенији. Уганда је стекла независност од Уједињеног Краљевства 1962. године, а Амин је остао у оружаним снагама, напредујући до чина мајора, а 1965. године је именован за заповједника војске. Када је схватио да га угандских предсједник Милтон Оботе планира ухапсити због проневјере војних средстава, покреће државни удар 1971. и проглашава се предсједником.
Током година на власти, Амин је од прозападног владара који је уживао подршку Израела постао особа коју подржавају либијски вођа Муамер ел Гадафи, заирски предсједник Мобуту Сесе Секо, Совјетски Савез и Источна Њемачка. Године 1975, Амин је постао предсједавајући Организације афричког јединства (ОАЈ), панафричке групе која је промовисала солидарност међу афричким земљама. Уганда је била чланица Комисије за људска права ОУН од 1977. до 1979. године. УК је прекинула дипломатске односе са Угандом 1977. године, а Амин је објавио да је поразио Британце и својој титули додао „освајач Британске империје”. Радио Уганда је тада објавио његову титулу у потпуности: „Његова екселенција доживотни Предсједник Републике Уганде фелдмаршал хаџија др Иди Амин Дада, господар свих животиња на Земљи и освајач Британске империје у Африци”.
Како је Аминова владавина напредовала у касне седамдесете године, дошло је до повећања немира против његовог прогона одређених етничких група и политичких дисидената, заједно са веома лошим међународним погледом на Уганду послије Аминове подршке отмичарима у операцији Ентебе. Покушао је анектирати танзански регион Кагера 1978. године, због чега је танзански предсједник Џулијус Њерере наредио инвазију на Уганду; танзанске снаге су заузеле Кампалу и збациле Амина на власти. Амин је отишао у егзил, прво у Либију, па затим у Саудијску Арабију, гдје живио све до своје смрти 16. августа 2003. године.
Аминова владавина је била окарактерисана грубим кршењем људских права, политичким репресијама, етничким прогоном, вансудским убиствима, непотизмом, корупцијом и лошим економским управљањем. Међународни посматрачи и групе за људске права процјењују да је током Аминовог режима убијено између 100.000 и (300.000) 500.000 људи.

## Детињство и младост
Амин никада није написао аутобиографију нити је потврдио или оповргао било коју информацију о свом животу. Постоје контрадикторности у подацима о његовом рођењу. Већина биографских извора каже да је рођен у Кобоку или Кампали око 1925. године. Према неким подацима, Иди Амин је био син Андреаса Њабиреа (1889—1976) припадника народа Каква, који је прешао из католицизма у ислам 1910. године и променио име у Амин Дада. Када га је отац напустио, подизала га је мајчина породица. Име Аминове мајке је било Аса Ате (1904—1970), припаднице народа Лугбара. Амин је похађао исламску школу у Бомбоу. Након неколико година је напустио школу и регрутован је у британску војску.

### Војна каријера
Амин је ступио у Краљевске афричке стрелце 1946. године као помоћник кувара. Према сопственој тврдњи био је приморан да ступи у војску током Другог светског рата где је учествовао у борбама у Бурми, али подаци показују да је регрутован након завршетка рата. Премештен је 1947. године у Кенију као пешадинац и служио је у 21. пешадијском батаљону Краљевских афричких стрелаца, све до 1949. године. Те године, јединица је прекомандована у Сомалију да се бори против сомалијских Шифта (банде пљачкаша). Године 1952. његова јединица је учествовала у борбама против побуњеника током устанка Мау Мау у Кенији. Исте године је унапређен у каплара, а онда у наредника 1953. године.
Године 1954. Амин је постао ефендија, (највиши чин у који је могао да буде унапређен афрички војник у британској војсци у то време). Амин се исте године вратио у Уганду, а 1961. је унапређен у поручника, тако поставши један од прве двојице Угандских војника који су добили официрски чин. Затим му је поверен задатак да смири сукоб између Карамојонга, номадског племена из Уганде и кенијских Туркана, који је настао због крађе стоке. Године 1962. унапређен је у чин капетана, а 1963. у чин мајора.
Амин је био активан спортиста током војне каријере. Био је боксерски шампион Уганде у полутешкој категорији од 1951. до 1960, а бавио се још пливањем и рагбијем.

### Командант војске
Године 1965. премијер Милтон Оботе и Амин су били умешани у шверц слоноваче и злата у Уганду из Демократске републике Конго. Како је касније тврдио генерал Николас Оленга, сарадник бившег Конгоанског лидера Патриса Лумумбе, то је био део аранжмана да се помогне трупама које су биле супротстављене Конгоанској влади, јер их је Амин снабдевао наоружањем у замену за слоновачу и злато. Поводом ових оптужби је 1966. године парламент захтевао хитну истрагу. Оботе је збацио кабаку (краља) Едварда Мутеса , себе је прогласио извршним председником а Амина је произвео у чин пуковника и поставио га на положај команданта војске. Амин је командовао нападом на кабакину палату и приморао Мутеса да оде у изгнанство у Уједињено Краљевство, где је и остао до своје смрти 1969. године.

## Долазак на власт
Сукоб између Амина и Оботеа је кулминирао када се Амин умешао у сукобе у Судану, војно потпомажући побуну у јужном Судану и након покушаја атентата на Оботеа 1969. године. У октобру 1970, Оботе је лично преузео контролу над оружаним снагама, сменивши Амина са положаја команданта свих оружаних снага.
Сазнавши да Оботе планира да га ухапси због проневере средстава из војног буџета, Амин је преузео власт уз подршку војске 25. јануара, 1971. године, док је Оботе присуствовао самиту Комонвелта у Сингапуру. Трупе лојалне Амину су заузеле међународни аеродром, и запоселе Кампалу. Војска је опколила Оботеову резиденцију и блокирала све главне путеве. Радио Уганда је изнео оптужбе за корупцију на рачун Оботеове владе. Одушевљена маса је изашла на улице поздрављајући мере које је Амин предузео. Амин је тада изјавио да је он војник а не политичар, и да ће војна управа имати улогу прелазне владе до нових избора, који ће бити расписани чим се ситуација нормализује. Такође је обећао да ће ослободити све политичке затворенике.
Аминови поступци су наишли на одобравање и међународне заједнице. Приредио је бившем краљу и председнику Мутеси (који је преминуо у егзилу) сахрану уз све државне почасти априла 1971, ослободио многе политичке затворенике, и поновио дато обећање о одржавању слободних избора у најкраћем могућем року, који би поново увели демократију у земљи.

### Успостављање војне диктатуре
Недељу дана по збацивању Оботеа са власти, 2. фебруара 1971, Амин се прогласио председником Уганде, врховним командантом оружаних снага, начелником генералштаба и командантом авијације. Прокламовао је укидање устава и убрзо формирао Савет одбране састављен од војних официра, са њим као на челу. Уздигао је војни суд изнад цивилног и поставио војна лица на положаје у влади. Амин је преименовао председничку резиденцију у Кампали у „Командни мост“. Расформирао је обавештајну службу под називом „Општа служба“ (ГСУ) коју је формирала претходна влада, и заменио је новом „Државном истражном управом“ (СРБ). Штаб СРБ-а у Накасеру, предграђу Кампале је место на коме су мучени и погубљени многи Аминови политички неистомишљеници. Друге службе, као што су војна полиција и Служба јавне безбедности (ПСУ), су имале улогу да искорене свако противљење Аминовој политици.
Оботе је избегао у Танзанију, где му је заштиту пружио танзанијски председник Џулијус Њерере. Ускоро му се придружило 20 000 избеглица из Уганде, бежећи пред репресијом Аминовог режима. Опозиција је покушала да поврати власт организовањем побуне 1972. године, али без успеха.

### Прогон етничких мањина
Амин се осветио за покушај збацивања са власти 1972. чистком у војсци од Оботеових присталица, претежно припадника етничких мањина. У јулу 1971, војници који су били припадници других етничких заједница су масакрирани у касарнама, и до почетка 1972. године, око 5 000 војника припадника мањина, и бар двоструко више цивила, је просто нестало. Жртве су ускоро постали и верске вође, новинари, судије, адвокати, студенти и интелектуалци, осумњичени криминалци, и странци. У неким случајевима и цела села су у потпуности збрисана. У овој атмосфери насиља, многи су убијани из криминалне побуде или без икаквог разлога. Број тела која су плутала Нилом је био толико велики да су спречавала нормалан рад хидроелектране на Овеновим водопадима, у више наврата.
Убиства која су била етнички и политички мотивисана, наставила су се током 8 година Аминове владавине. Тачан број страдалих је остао непознат. Међународна комисија за правду је установила да број пострадалих није мањи од 80.000 и да вероватно износи око 300.000. Према подацима опозиције тај број се креће око 500.000. Неке од најпознатијих жртава су били: Бенедикто Киванука, бивши премијер и министар правде; Жанани Лувум, Ангкикански надбискуп; Џозеф Мубиру, бивши гувернер Централне банке; Френк Калимузо, продекан универзитета Макерере; Бајрон Кавадва, чувени драмски писац; и два Аминова министра: Еринајо Вилсон Оријема и Чарлс Обот Офумби.
Хенри Кјемба, Аминов министар здравља, је емигрирао 1977. у Уједињено Краљевство. Кјемба је написао и објавио Државу крви, дело посвећено Аминовој владавини.
У августу 1972, Иди Амин је објавио оно што је он назвао „економски рат“, пакет мера које су се односиле на одузимање имовине Азијатима и Европљанима. У Уганди је живело око 80 000 Азијата који су махом били Индијци рођени у Уганди, чији су преци дошли у Уганду док је он још увек била Британска колонија. Многи од њих су имали фирме, укључујући и велика предузећа, која су чинила стуб економије Уганде. Амин је 4. августа 1972. донео декрет којим се из земље протерује 60.000 Азијата који нису били држављани Уганде (махом су задржали Британско држављанство). Ово је касније обухватило свих 80 000 Азијата. Већина њих који су имали Британско држављанство, око 30.000, емигрирало је у Уједињено Краљевство. Остали су отишли у Аустралију, Канаду, Индију, Шведску и САД. Амин је одузету имовину и предузећа која су припадала Азијатима дао на коришћење својим присталицама, што је довело до индустријског колапса. То је представљало тежак ударац за већ уздрману економију.

### Међународни односи
Одмах након протеривања Индијаца, Индија је прекинула све дипломатске односе са Угандом. Исте године, спроводећи свој „економски рат“, Амин је прекинуо дипломатске односе са Уједињеним Краљевством и национализовао 85 британских компанија. Предао је израелске војне посматраче Либији и Совјетском Савезу у замену за подршку.
Амерички амбасадор Томас Патрик Милејди препоручио је 1973. да САД смање своје присуство у Уганди. Милејди је описао Аминов режим као „расистички, штетан и непредвидив, бруталан, неспособан, ратоборан, неразуман, апсурдан, и милитаристички настројен“, што је довело до затварања њихове амбасаде у Кампали.
Јуна 1976, Амин је дозволио отетом француском авиону, који су отела два припадника (ПЛО)а и два припадника немачке Револуционарне ћелије, да слети на аеродром у Ентебеу. Ту су се отмичарима придружила још тројица терориста. Убрзо, 156 путника који нису поседовали израелски пасош су ослобођена, док су 83 држављана Израела, као и још 20 других путника који су одбили да напусте своје сапутнике, задржани као таоци. Након Израелског покушаја спасавања, скоро сви таоци су ослобођени. Троје је страдало а 10 је било рањено; 6 отмичара, 45 угандских војника, и један израелски војник, су погинули.
Уганда је створила јаку војску, што је повећало забринутост у Кенији. Почетком јуна 1975, кенијски званичници су открили велики конвој совјетског наоружања на путу за Уганду у луци Момбаса. Тензије између Уганде и Кеније су достигле врхунац у фебруару 1976. када је Амин изјавио де ће проучити могућност да дао јужног Судана и западну и централну Кенију, припоји Уганди, као историјски део колонијалне Уганде. Кенијска влада је одговорила одлучним саопштењем да Кенија неће дати ни делић своје територије. Амин је устукнуо када је кенијска војска распоредила своје трупе дуж границе.

## Необично понашање
Како су године одмицале, Амин је постао невероватно чудан и некомуникативан. Након што је Уједињено Краљевство прекинула односе са његовим режимом, Амин је 1977. прогласио победу над Британцима, а себе прогласио освајачем Британске империје. Амин и заирски председник Мобуту Сесе Секо су 1971. променили имена Албертовог језера и Едвардовог језера у језеро Мобуту Сесе Секо и језеро Иди Амин Дада. Амин је постао предмет гласина и митова, укључујући и широко укорењено мишљење да је био канибал. Неке од непотврђених гласина, на пример да је осакатио једну од својих жена, су раширене филмом, Успон и пад Идија Амина.

## Губитак власти и изгнанство
До 1978, број Аминових блиских сарадника се значајно смањио, и он се суочио са незадовољством унутар Уганде. Након убиства Лувума и министара Оријеме и Офумбија 1977. године, неколико Аминових министара је побегло из земље. Касније те године, након што је Аминов потпредседник, генерал Мустафа Адриси, повређен у саобраћајној несрећи, трупе лојалне њему су се побуниле. Амин је послао војску на побуњенике, а неке од њих су прешле Танзанијску границу. Амин је оптужио танзанијског председника Џулијуса Њеререа за претњу ратом против Уганде, издајући наређење за напад на танзанијску територију.
Њерере је узвратио контранападом, потпомогнут избеглицама из Уганде. Аминова војска се непрекидно повлачила, упркос војној помоћи Либије, а он је био приморан на бекство 11. априла 1979. када је Кампала пала. Побегао је прво у Либију а затим и у Саудијску Арабију.
Покушао је да се врати у Уганду 1979, наводно да предводи оружану групацију коју је организовао пуковник Орис. Допутовао је у Киншасу, али га је заирски председник Мобуту Сесе Секо приморао да се врати назад у Саудијску Арабију.

### Смрт
Једна од Аминових жена, Мадина, изјавила је 20. јула 2003. да се Амин налази у коми и на самрти. Молила је председника Уганде Мусевинија да дозволи Амину да умре у Уганди. Мусевини је одговорио да би онда морао да одговара за своја дела. Иди Амин је преминуо у Саудијској Арабији 16. августа 2003, где је и сахрањен.